# 루이스 알바레스 (양궁 선수)
루이스 안토니오 알바레스 무리요(스페인어: Luis Antonio Álvarez Murillo, 1991년 4월 13일~)는 멕시코의 양궁 선수이다. 2020년 하계 올림픽 혼성 단체전에서 알레한드라 발렌시아와 함께 동메달을 획득했다.